# Joan Binder Weiss
Joan Binder Weiss es una guionista y productora de televisión estadounidense.

## Trayectoria
Joan Binder Weiss es la guionista de cinco episodios de la serie Las chicas Gilmore durante las dos primeras temporadas. También ha escrito para series como Sabrina, la bruja adolescente, Everwood, Viajero en el tiempo, Sabrina, cosas de brujas, Grace Under Fire, Summerland y los Factured Film Awards de 1992.
Fue editora ejecutiva de la historia  de Las chicas Gilmore durante las primeras temporadas y ha producido también episodios de Everwood y Summerland.